# 官沟水库 (凤阳)
官沟水库是中国安徽省滁州市凤阳县境内的一座水库，位于淮河水系濠河上，建于1957年。水库正常库容为2200万立方米，集雨面积为84平方千米，海拔为67米。